# П'єтро Ауріно
П'єтро Ауріно (італ. Pietro Aurino; нар. 16 листопада 1976, Торре-Аннунціата) — італійський професійний боксер, чемпіон Європи за версією EBU (2002—2003) в першій важкій вазі, чемпіон Європи серед аматорів.

## Аматорська кар'єра
П'єтро Ауріно розпочав займатися боксом з 12 років.
На чемпіонаті Європи 1996 він став чемпіоном.
- В 1/16 фіналу переміг Дору Скіба (Румунія) — 10-1
- В 1/8 фіналу переміг Сергія Крупенича (Білорусь) — 10-1
- В чвертьфіналі переміг Стіпе Дрвіша (Хорватія) — 7-1
- В півфіналі переміг Дмитра Виборнова (Росія) — 8-5
- В фіналі переміг Жан-Луї Мандена (Франція) — 7-0

На Олімпійських іграх 1996 переміг Юсуфа Озтюрка (Туреччина) — 15-7 і програв майбутньому олімпійському чемпіону Василю Жирову (Казахстан) — 13-18.

## Професіональна кар'єра
Після Олімпіади 1996 Ауріно перейшов до професійного боксу. Він провів 41 бій, здобув 38 перемог, 17 з яких — достроково.
8 квітня 2000 року вийшов на бій проти чемпіона світу за версією WBO в першій важкій вазі британця Джонні Нельсона і зазнав дострокової поразки технічним рішенням.
23 лютого 2001 року Ауріно завдав першої поразки рішенням більшості до того непереможному українцю Олексію Трофімову.
3 листопада 2001 року Ауріно вийшов на бій проти чемпіона світу за версією WBC в першій важкій вазі Хуана Карлос Гомес (Куба) і був нокаутований в шостому раунді.
15 березня 2002 року виграв вакантний титул чемпіона Європейського Союзу за версією EBU в першій важкій вазі, а 5 листопада 2002 року — титул чемпіона Європи за версією EBU. 2003 року провів два вдалих захисту титулу чемпіона Європи.
2004 року завоював вакантний титул інтернаціонального чемпіона за версією WBC в напівважкій вазі.
16 грудня 2006 року відбувся бій за вакантний титул чемпіона Європи за версією EBU в першій важкій вазі між П'єтро Ауріно і німецьким боснійцем Марко Хуком. Тривав цей «бій» усього півтора раунда. На початку другого Ауріно навмисно кілька разів ударив Хука головою, на що Хук відповів ударом коліном. Рефері вирішив покарати лише Ауріно, знявши з нього аж 2 очка. Обурений цим Ауріно покинув ринг, а суддівська комісія оголосила про його дискваліфікацію через самовільне припинення бою.

## Проблеми з законом
2007 року Ауріно був заарештований через звинувачення у торгівлі зброєю і засуджений до тривалого сроку.
2016 року, відсидівши 8 років, після звільнення він відразу повернувся на ринг, провівши два поєдинка. Однак 2019 року його знов затримали за продаж кокаїну, марихуани та креку.